# Magelona cerae
Magelona cerae är en ringmaskart som beskrevs av Hartman och Reish 1950. Magelona cerae ingår i släktet Magelona och familjen Magelonidae. Inga underarter finns listade i Catalogue of Life.